# 竹本摂津大掾
竹本 摂津大掾（たけもと せっつだいじょう、1836年4月30日〈天保7年3月15日〉 - 1917年〈大正6年〉10月9日）は、日本の義太夫節の太夫。本名は二見亀次郎。初名は南部太夫と名乗っている。1860年（万延元年）には二代目竹本越路大夫を襲名。明治時代の文楽を代表する一人である。

## 概要
1836年に摂津国（大阪府）に生まれる。11歳の頃から浄瑠璃をやり始め、鶴澤清七 (3代目)に師事。その後、客からその美声と品格が褒められ、全盛期を迎えた。また、小松宮彰仁親王から摂津大掾の名を貰っている。楠昔噺を最後に引退。明治時代の文楽を代表する一人である。1917年に兵庫県で死去。

## 生涯

### 浄瑠璃以前
大阪府に塗物問屋の子として生まれる。幼名吉太郎。しかし、すぐに二見伊八の養子となり、二見亀次郎と名乗る。11歳の頃に浄瑠璃をやり始める。竹沢竜之助に三味線を学び、後に鶴澤清七 (3代目)から学んだ。1858年（安政5年）に竹本春太夫の門に入り、初名は竹本南部太夫と名乗った。また、万延元年には竹本越路大夫 (2代目)を襲名した。

### 浄瑠璃時代
1865年（慶応元年）に文楽座で初舞台をした。また、1877年（明治10年）には名人の豊沢団平 (2代目)を相三味線に人気が高まる。1883年（明治16年）には文楽座の櫓下となる。
彦六座に対抗し、豊沢広助 (5代目)と吉田玉造 (初代)と紋下として文楽座を支え、その美声と品格が認められ、人形浄瑠璃での全盛期を築く。また、1903年（明治36年）には竹本春太夫 (6代目)と名乗る。また、小松宮彰仁親王から、摂津大掾の名を貰い、「妹背山」、「本朝廿四孝」、「先代萩」を語り、およそ75日間の大入りを果たした。後に1913年（大正2年）に「楠昔噺」を最後に人形浄瑠璃を引退した。その後兵庫県で死去。

## 実績
- 竹本南部太夫 (初代)
- 竹本越路大夫 (2代目)
- 竹本春太夫 (6代目)
- 竹本摂津大掾

一時、竹本寿太夫の襲名を検討していた。

## 関連書籍
- 水谷不倒 著「竹本摂津大掾-竹本南部太夫」1904年（明治37年）2月9日

## レコード
- 「本朝廿四孝・十種香の段」 1905年（明治38年）